# Дат Равеннский
Дат (Датий; лат. Datus, лат. Dathus, Dathius, Datius; умер ок. 185 или 190) — епископ Равенны (175—185), святой (день памяти — 3 июля).
Согласно Агнеллу Равеннскому — седьмой епископ Раввены после святого Проба I (Agnellus. Liber Pontificalis Ecclesiae Ravennatis. 8, нач. IX века н. э.). Агнелл отмечает, религиозность понтифика, благочестие и усердность в молитвах и бдениях; много проповедовал среди язычников, и многих обратил в христианство.
В соответствии с литургическим чтениями в честь ранних архиепископов Равенны (XVI в.), избрание Дата епископом сопровождалось чудесным явлением: голубь появился над его головой, выбрав его в качестве нового епископа, при этом благословение на епископское служение Дат получил якобы ещё от святого Апполинария. Литургические чтения также сообщают, что Дат управлял епархией девять лет во времена императора Коммода и папства Елевферия. Скончался около 185 или 190 года и похоронен в некрополе у базилики святого Проба I (сегодня базилика Сант-Аполлинаре-ин-Классе); на кафедре его сменил Либерий I.
Могила Дата открыта в 963 году архиепископом Равеннским Петром IV, который перенёс мощи в Урсианову базилику в Равеннском кафедральном соборе.